# Чикен мекнагетси
Чикен мекнагетси су врста пилећих нагета, тј. комадића пилетине, које продаје међународни ланац ресторана брзе хране Мекдоналдс. Састоје се од малих комадића реконституисаног пилећег меса без костију који су излупани и пржени у дубоком уљу.  Чикен мекнагетсе је осмислила компанија Keystone Foods касних 1970-их и представљена на одабраним тржиштима 1981. године.  Нагети су постали доступни широм света до 1983. године након исправљања проблема са снабдевањем. Формула је промењена 2016. године како би се уклонили вештачки конзерванси и побољшала хранљива вредност. 
Чикен мекнагет је мали комад прерађеног пилећег меса који се пржи у тесту и брзо замрзава у централном производном погону, а затим шаље и продаје у Мекдоналдс ресторанима.  
Први извршни кувар Мекдоналдса, Рене Аренд, родом из Луксембурга, креирао је рецепт Чикен мекнагетса 1979. године. „Мекнагетси су били тако добро примљени да их је желела свака франшиза“, рекла је Аренд у интервјуу 2009. године. "Није постојао систем за снабдевање довољно пилетине".  Проблеми са снабдевањем су решени до 1983. године, а Чикен мекнагетси су постали доступан широм земље у Сједињеним Државама.  У Канади, национално издање је било крајем јануара 1984 године. 
Према Мекдоналдсу, нагетси долазе у четири облика: звоно, лептир машна, лопта и чизма. Разлог за четири различита облика је да се обезбеди доследно време кувања ради безбедности хране.   Четири облика су изабрана зато што Мекдоналдс каже: „Четири облика у којима правимо Чикен мекнагетсе била је савршена равнотежа умакања и забаве. Три би било премало. Пет би било безвезе.“ 